# AR Bootis
AR Bootis (AR Boo / GSC 01999-00011) es una estrella variable en la constelación de Bootes de magnitud aparente media +12,76.
Se encuentra a unos 1150 años luz del sistema solar.
AR Bootis es una binaria de contacto en donde, debido a su proximidad, las dos estrellas comparten sus capas exteriores de gas.
El sistema pertenece al subtipo W dentro de las binarias de contacto, en donde la estrella primaria, de tipo espectral G9, es más caliente pero menos masiva que su acompañante.
La componente principal, con una masa de 0,35 masas solares y un radio equivalente al 65 % del que tiene el Sol, brilla con el 32 % de la luminosidad solar.
La secundaria, de tipo K1, tiene una masa de 0,90 masas solares y un radio igual al del Sol; duplica en luminosidad a su compañera.
El período orbital del sistema es de 0,34487 días (8,28 horas).
Catalogada como variable W Ursae Majoris, el brillo de AR Bootis fluctúa entre magnitud aparente +12,70 y +13,60.
A lo largo de 56 años se ha constatado que el período está aumentando; se piensa que la transferencia de masa desde la estrella menos masiva a la más masiva es responsable, al menos en parte, de esta variación.
Asimismo, una variación cíclica con un período de 7,57 años puede deberse a la presencia de un tercer objeto invisible o a la existencia de un ciclo de actividad magnética en la estrella secundaria.
La posible presencia de manchas calientes y frías en la superficie estelar de esta componente favorece la interpretación magnética frente a la presencia de un tercer cuerpo.